# لوكو روكو 2
لوكو روكو 2، هي لعبة فيديو يابانية، وهي الجزء الثاني من سلسلة لوكو روكو، تم تطويرها من جابان ستوديو، ونشرها سوني كمبيوتر إنترتنمنت، صدرت اللعبة في الأسواق سنة 2008، وتعمل على منصتي بلاي ستيشن بورتبل وبلاي ستيشن 4.